# 1680 Per Brahe
1680 Per Brahe (1942 CH) là một tiểu hành tinh vành đai chính, được Liisi Oterma phát hiện tại Turku ngày 12.2.1942.